# 鹿沼市歌
「鹿沼市歌」（かぬましか）は、日本の栃木県鹿沼市が制定した市歌である。以下の2代が存在する。
1. 1951年（昭和26年）6月8日制定[2]。作詞・戸枝弘、作曲・堀内敬三。
2. 2007年（平成19年）3月31日制定[1]。作詞・駒井瞭、補作・鹿沼市歌選定委員会、作曲・渡辺貞夫。

現在の市歌は2.である。本記事では、鹿沼市に編入された上都賀郡粟野町の「町民の歌」についても解説する。

## 解説

### 初代
初代の「鹿沼市歌」は1951年（昭和26年）6月8日に市民音頭「鹿沼音頭」と合わせて制定された。歌詞は市歌・市民音頭とも懸賞募集の入選作で、市歌の一席（入選）は長野県上伊那郡の歌人で後年に「長野市市歌」を作詞した戸枝ひろしが本名の「戸枝弘」名義で応募したものである。市歌・市民音頭とも堀内敬三が作曲し、日本コロムビアが藤山一郎歌唱の市歌をA面、伊藤久男と久保幸江が歌唱する「鹿沼音頭」をB面に収録したSP盤（規格品番：PR1272）を製造した。
鹿沼市は市歌制定から3年後の1954年（昭和29年）に上都賀郡の7村と新設合併したが、この時は3年前に制定した市歌を合併前の旧市から引き継いで存続している。
2002年（平成14年）4月には「より多くの市民に、身近に、そして末永く親しんでいただくため」としてピアニストの小栗克裕が「雄大な男体山を望む美しく穏やかな水と緑の大地」をイメージした編曲を行い、大貫裕子のカバーにより新録された。
鹿沼市は2006年（平成18年）1月1日に上都賀郡粟野町を編入合併したが、合併協議会では「鹿沼市歌を用いる」として粟野町が制定していた町民歌を「地域の歌」として継承することを条件に市歌の存続が取り決められた。

### 2代目
前述の通り合併協議会は1951年制定の初代市歌を存続させる方針が取り決められたが、2007年（平成19年）の合併1周年目前で協議会の取り決めを事実上破棄する形により、2代目の市歌を制定する方針へと転換した。歌詞は懸賞募集の入選作を審査委員会が補作したものであり、ジャズミュージシャンで宇都宮市出身の渡辺貞夫に作曲を依頼している。
鹿沼市役所では市歌の演奏機会について「市主催のイベントや式典、自治会や学校で歌われている。また、曲に合わせて保健師が考案した体操“健康活跳日21体操”は、高齢者のレクリエーション事業などで行われている。そのほか、市内の一部地域の防災無線などを利用し、子どもたちの下校時間に放送している」とする。
鹿沼市に関連する市歌以外の楽曲としては、合併前の1998年（平成10年）に市制50周年を記念して作成されたイメージソング「さわやか・ときめき・夢タウン」（作詞：本田秀雄、作曲：タイロン橋本）があり、2018年（平成30年）の市制70周年記念事業でも再度イメージソングとして使用された。

## 町民の歌（粟野町）
粟野町が制定していた「町民の歌」（ちょうみんのうた）は1972年（昭和47年）1月に「町民意識の高揚を図る」ことを目的として組織された粟野町町民の歌制定委員会が栃木県内を対象に歌詞を懸賞募集して制定されたものである。作詞・斎藤宗之、補作・町民の歌制定委員会、作曲・中田喜直、編曲・若松正司。表題は自治体名を含まない「町民の歌」を正題とする。
ポリドールがダークダックスの歌唱によりカセットテープを製造していた。前述の通り、鹿沼市・粟野町合併協議会の申し合わせにより編入合併後は旧町域の「地域の歌」として存続している。